# Ellen D. Williams
Ellen D. Williams (Oshkosh, Wisconsin, 5 de diciembre de 1953) es una científica estadounidense, conocida sobre todo por sus investigaciones sobre las propiedades de las superficies y la nanotecnología, por su compromiso con las cuestiones técnicas de la seguridad nacional, como jefa científica de BP, y por su servicio gubernamental como directora de ARPA-E. 

## Primeros años y educación
Nacida en Oshkosh, Wisconsin, Williams creció en los suburbios de Detroit, Míchigan. Asistió a la Universidad Estatal de Míchigan y recibió su licenciatura en ciencias en química en 1976. Sus estudios de posgrado fueron en el Instituto de Tecnología de California, donde recibió su doctorado en Química en 1981, por una investigación supervisada por William Henry Weinberg.

## Carrera profesional
Williams realizó estudios posdoctorales en la Universidad de Maryland bajo la supervisión de R.L. Park de 1981 a 1983. Después fue ascendida a profesora adjunta en el Departamento de Física y Astronomía, que forma parte de la Facultad de Informática, Matemáticas y Ciencias Naturales de la Universidad de Maryland, y ascendió a profesora asociada en 1987, y a profesora de Física y del Instituto de Ciencias Físicas y Tecnología en 1991. A partir de su trabajo fundamental sobre la morfología de las superficies sólidas, fundó el Grupo de Investigación de Materiales de la Universidad de Maryland en 1991 y dirigió su expansión hasta convertirse en el Centro de Investigación de Materiales e Ingeniería en 1996. Fue su directora desde 1996 hasta 2009. En 2000 fue nombrada Profesora Universitaria Distinguida. Fue elegida miembro de la Academia Americana de las Artes y las Ciencias en 2003 y de la Academia Nacional de las Ciencias en 2005. Fue presidenta del comité de la NAS sobre cuestiones técnicas relativas al Tratado de Prohibición Completa de los Ensayos Nucleares de 2009 a 2011.
En 2010, Williams pidió una excedencia en la UMD para convertirse en jefa científica de BP, cargo que ocupó hasta abril de 2014. Después, tras ser nombrada por el presidente Barack Obama en noviembre de 2013 para ser directora de ARPA-E y a la espera de la confirmación del Senado, se convirtió en asesora principal en la oficina del Secretario de Energía. Fue confirmada el 8 de diciembre de 2014 y posteriormente juró su cargo en ARPA-E. Fue directora de ARPA-E hasta el final de la administración Obama, en enero de 2017, y luego retomó su puesto de profesora universitaria distinguida en la Universidad de Maryland. En mayo de 2020, Williams fue nombrada directora del Centro Interdisciplinario de Ciencias del Sistema Terrestre de la Universidad de Maryland. Su mandato de cinco años como directora comenzó en julio de 2020. Forma parte del Comité Científico Asesor Internacional del Centro de Excelencia del ARC de Australia para las futuras tecnologías electrónicas de baja energía.

### Investigación académica
La investigación de Williams en la ciencia experimental de las superficies explora cuestiones fundamentales de la mecánica estadística, incluyendo especialmente las aplicaciones prácticas de la nanotecnología. Su grupo de investigación fue pionero en la aplicación de técnicas de imagen directa de estructuras a escala atómica en superficies. Ha colaborado estrechamente con teóricos en el diseño de experimentos para abordar cuestiones teóricas y conceptuales importantes para los campos de la catálisis, el crecimiento de películas finas y la nanoelectrónica. Ha publicado más de 200 artículos académicos, que han sido citados más de 8.000 veces. Sus trabajos más citados incluyen al menos cuatro áreas de investigación fundamental (ver Publicaciones seleccionadas más abajo): relaciones estructura-transporte en el grafeno, morfología de la superficie y fluctuaciones de escalones, interacciones electrónicas con defectos superficiales, e interacciones de adsorbato.

### Cuestiones Técnicas en Seguridad Nacional
Paralelamente a su carrera académica, Williams ha trabajado mucho en el asesoramiento técnico al gobierno de Estados Unidos, principalmente a través de los Departamentos de Energía y Defensa. Como resultado de su experiencia, en 2009 se le pidió que dirigiera un estudio sobre cuestiones de verificación de los ensayos nucleares, que fue una de las preocupaciones citadas en la decisión del Senado de no ratificar el tratado en 1999. El informe resultante revisa las capacidades de verificación en EE. UU. y en la Organización de Prohibición Completa de los Ensayos Nucleares (OTPCEN), y muestra que la capacidad de detección avanzó significativamente en los años posteriores a la decisión de EE. UU. de no ratificar el tratado en 1999. El informe sitúa el estado de la capacidad de detección en el contexto de los distintos tipos de amenazas de proliferación, por lo que proporciona un valioso contexto para los responsables de la toma de decisiones. El informe también subraya la importancia de mantener y seguir avanzando en las capacidades técnicas de verificación, tanto en Estados Unidos como en la OTPCEN. Williams es la vicepresidenta de JASON, un grupo independiente de científicos que ofrece asesoramiento al gobierno de EE. UU. sobre cuestiones clave de ciencia y tecnología.

### Científica jefe en BP
En BP, Williams trabajó en el Grupo de Tecnología, donde era responsable de la garantía de los programas tecnológicos y de la investigación estratégica y el desarrollo de programas. Al principio de su mandato, estableció la estructura de asesoramiento inicial para la Iniciativa de Investigación de BP en el Golfo de México. Dentro de la empresa, abogó por una mayor aplicación de enfoques computacionales avanzados en química molecular, dinámica de fluidos y detección distribuida y análisis de "grandes datos". También dirigió un programa estratégico de investigación multiuniversitaria sobre las limitaciones de los recursos naturales en el contexto de la energía (el Reto de la Sostenibilidad Energética). Además de las extensas publicaciones de investigación de la Universidad que resultaron del programa, el equipo del ESC también creó tres folletos de referencia sobre cuestiones relacionadas con los recursos energéticos, "The ESC Materials Handbook", "Water in the Energy Industry" y "Biomass in the Energy Industry". Williams ha hablado ampliamente de la necesidad de avances en ciencia y tecnología para suministrar de forma sostenible la energía que el mundo necesita.

### Departamento de Energía
Antes de ser confirmada por el Senado para su función en ARPA-E, Williams fue asesora principal del Secretario sobre las políticas, cuestiones y planes de transferencia de tecnología del DOE. Creó la nueva Oficina de Transiciones Tecnológicas del Departamento para ampliar el impacto económico de las amplias actividades de Investigación y Desarrollo del Departamento.
Williams se incorporó a ARPA-E justo antes de su sexto aniversario, cuando la cartera de programas de desarrollo tecnológico activos y antiguos de la Agencia. estaba formando un conjunto de innovaciones tecnológicas energéticas que van desde las fases iniciales hasta las más maduras de preparación técnica. Como resultado del modelo operativo único de ARPA-E, en el que los proyectos se gestionan en función de objetivos técnicos y comerciales ambiciosos, un número cada vez mayor de los proyectos maduros resultaban atractivos para los inversores de seguimiento, tenían productos en pruebas de campo o tenían productos comerciales en fase inicial. Durante su mandato en ARPA-E, Williams se centró en la racionalización de los procesos administrativos de ARPA-E para apoyar mejor a los equipos de innovación que trabajaban con financiación de ARPA-E, en el fortalecimiento del apoyo prestado a los equipos en la preparación de sus nuevas tecnologías para la adopción comercial, y en el establecimiento de prácticas de evaluación rigurosas. Bajo su dirección, la Agencia elaboró las dos primeras de una serie anual prevista de evaluaciones de impacto, que presentan los retos, los logros técnicos y las vías de impacto comercial de determinados proyectos de ARPA-E.

## Premios y honores
En 2016, Williams fue elegida miembro extranjero de la Royal Society (ForMemRS) de Londres. Otros honores incluyen:
- Miembro de la Asociación Americana para el Avance de la Ciencia, 2019
- Miembro honorario de Sigma Pi Sigma la sociedad de honores de la física 2019.
- Premio al exalumno distinguido, Instituto Tecnológico de California 2016
- Doctorado honorífico, Universidad Estatal de Míchigan, 2016 Miembro de la Academia Nacional de Ciencias, 2005
- Sociedad de Investigación de Materiales - Premio David Turnbull, 2003 Miembro de la Academia Americana de las Artes y las Ciencias, 2003
- Sociedad Americana de Física - Premio David Adler Lectureship, 2001
- Miembro de la Sociedad Japonesa para la Promoción de la Ciencia (1996)
- Miembro de la Sociedad Americana del Vacío, 1993 Miembro de la Sociedad Americana de Física, 1992
- Premio Maria Goeppert Mayer de la Sociedad Americana de Física, 1990 Joven investigador de la Oficina de Investigación Naval, 1986-1989
- Premio Presidencial para Jóvenes Investigadores de la Fundación Nacional de la Ciencia, 1984-1989

## Publicaciones Seleccionadas
Williams es autora o coautora de numerosos artículos de revistas científicas revisados por pares  que incluyen:

### Relaciones estructura-transporte en grafeno
Aplicando los enfoques experimentales desarrollados a lo largo de su carrera, Williams trabajó con su colaborador Michael Fuhrer para desarrollar los primeros conocimientos clave sobre las fluctuaciones estructurales y las interacciones de los defectos en la definición de las propiedades del grafeno.
- 2007 Masa Ishigami, J. H. Chen, W. G. Cullen, M. S. Fuhrer, and E. D. Williams, “Atomic Structure of Graphene on SiO2, Nano Letters 7, 1643-8 doi 10.1021/nl070613a
- 2008 J.H. Chen, C. Jang, M.S. Fuhrer, E.D. Williams and M. Ishigami, Charged impurity scattering in graphene, Nature Physics 4, 377- 381
- 2009   J. H. Chen, W. G. Cullen, C. Jang, M. S. Fuhrer and E. D. Williams, Defect Scattering in Graphene, Physical Review Letters 102, 236805
- 2011  J.-H. Chen, L. Li, W.G. Cullen, E.D. Williams and M.S. Fuhrer, Tunable Kondo effect in graphene with defects, Nature Physics, 7, 535

### Morfología de la superficie y fluctuaciones escalonadas
El grupo de investigación de Williams descubrió la notable capacidad de las superficies de silicio para experimentar cambios reversibles a escala de micras en su estructura, y demostró cómo dichos cambios se definen termodinámicamente por los cambios en la energía libre de los escalones de la superficie. El posterior trabajo experimental del grupo situó las observaciones de las estructuras y las fluctuaciones de los escalones en un formalismo teórico de aplicación universal.
- 1987 R.J. Phaneuf y E.D. Williams. "Surface Phase Separation of Vicinal Si(111)", Phys. Rev. Lett. 58: 2563.  doi:10.1103/PhysRevLett.58.2563
- 1990 X.-S. Wang, J.R. Goldberg, N.C. Bartelt y E.D. Williams, Terrace Width Distributions on Vicinal Si(111), Phys. Rev. Lett. 65: 2430-33.  doi:10.1103/PhysRevLett.65.2430
- 1991 E.D. Williams y N.C. Bartelt, Thermodynamics of Surface Morphology," Science 251, 393 (1991),doi:10.1126/science.251.4992.393
- 1993 N.C. Bartelt, T.L. Einstein, E.D. Williams, J. J. Métois, J.C. Heyraud, J.L Goldberg, The Brownian Motion of Steps on Vicinal Si(111), Phys. Rev. B48, 15453.
- 1991 R.J. Phaneuf, N.C. Bartelt, E.D. Williams, W. Swiech y E. Bauer, LEEM Investigation of Orientational Phase Separation on Vicinal Si(111), Phys. Rev. Lett. 21, 2986.
- 1999 H.-C. Jeong y E.D. Williams, "Steps on Surfaces: Experiment and Theory", Surface Sci. Report, 34; 171-294. (Artículo de revisión)
- 2001 K. Thuermer, J. Reutt-Robey, E.D. Williams, M. Uwaha, A. Emundts y H.P. Bonzel, "Step Dynamics in 3D Crystal Shape Relaxation" Phys. Rev. Lett. 87: 186102-4. doi:10.1103/PhysRevLett.87.186102
- 2007 B.R. Conrad, W.G. Cullen, D.B. Dougherty, I. Lyubinetsky y E. D. Williams, "Spatial first-passage statistics of Al/Si(111)-(sqrt(3)×sqrt(3)) step fluctuations" Phys. Rev. E 75, 021603 doi:10.1103/PhysRevE.75.021603

### Interacciones electrónicas con defectos superficiales
El grupo de Williams también estudió la interacción de la estructura de la superficie con los campos y las corrientes eléctricas. Demostraron cómo la increíblemente pequeña transferencia de momento debida a la colisión de un electrón con un átomo puede, no obstante, causar reordenamientos a escala micrométrica del material cerca de las superficies.
- 1996 Y. N. Yang, E. Fu y E.D. Williams, An STM Study of Current Induced Step Bunching on Si(111), Surface Sci. 356, 101 111.
- 1995 E.D. Williams, E. Fu, Y. N. Yang, D. Kandel y J.D. Weeks, Measurement of the Anisotropy Ratio During Current Induced Step Bunching, Surface Sci. 336, L746.
- 2000 C.S. Ganpule, V. Nagarajan, S.B. Ogale, A.L. Roytburd, E.D. Williams y R. Ramesh, Domain nucleation and relaxation kinetics in ferroelectric thin films, Applied Physics Letters 77 3275-3277.
- 2009 B.R. Conrad, W.G. Cullen, B.C. Riddick, E.D. Willams, Pentacene islands grown on ultra-thin SiO2, Surface Science Letters 603(3); L27-L30 doi:10.1016/j.susc.2008.12.020
- 2010 C.G. Tao, W.G. Cullen y E.D. Williams, Visualizing the Electron Scattering Force in Nanostructures, Science 328, 736-740 doi:10.1126/science.1186648

### Adsorbato-interacciones
El trabajo de posgrado de Williams exploró cómo las moléculas catalíticamente importantes, como el monóxido de carbono y el hidrógeno, interactúan con las superficies metálicas. Realizó observaciones fundamentales sobre cómo se organizan estas moléculas en las superficies y cómo las moléculas (que se denominan "adsorbatos" una vez que están en la superficie) interactúan entre sí. La naturaleza de dichos adsorbatos y su relación con la formación de estructuras en las superficies informaron todo el trabajo posterior de Williams.  
- 1978 E.D. Williams, S. L. Cunningham y W.H. Weinberg, A Determination of Adatom Adatom Interaction Energies: Application to Oxygen Chemisorbed on the Tungsten (110) Surface, J. Chem. Phys. 68, 4688.
- 1979 E.D. Williams y W.H. Weinberg, The Geometric Structure of Carbon Monoxide Chemisorbed on the Ruthenium (001) Surface at Low Temperatures, "Surface Sci. 82, 93
- 1980 E.D. Williams, P.A. Thiel, W.H. Weinberg, y J.T. Yates, Jr., Segregation of Co absorbed Species: Hydrogen and Carbon Monoxide on the Rh(111) Surface, J. Chem. Phys. 72, 3496
- 1994 Y. N. Yang y E.D. Williams, High Atom Density in the "1x1" Phase Origin of the Metastable Reconstructions on Si(111), Phys Rev. Lett. 72, 1862
- 2005 Bo Xu, Chenggang Tao, William G. Cullen, Janice E. Reutt-Robey y Ellen D. Williams, Chiral Symmetry Breaking in Two-Dimensional C60-ACA Intermixed Systems, Nano Letters 5, 2207-11.